# Frederik Zeuthen (økonom)
 For alternative betydninger, se Frederik Zeuthen. (Se også artikler, som begynder med Frederik Zeuthen)
Frederik Ludvig Bang Zeuthen (født 9. september 1888 i København, død 24. februar 1959 i København) var en dansk økonom. Han var i mellemkrigstiden en internationalt anerkendt økonom, der udover dansk udgav sit arbejde på engelsk, fransk og tysk. Han er især kendt for sine teoretiske mikroøkonomiske arbejder indenfor generel ligevægtsteori, teorier om markedsformer og prisdannelse. Således var han som en af de første med til at udvikle teorien om monopolistisk konkurrence. Samtidig interesserede han sig levende for socialpolitik og fordelingsspørgsmål.

## Baggrund og karriere
Frederik Zeuthen voksede op i det bedre københavnske borgerskab. Hans far var matematikeren Hieronymus Georg Zeuthen. Frederik blev student fra Østre Borgerdyd Gymnasium og læste derefter økonomi - eller, som det hed den gang, statsvidenskab - på Københavns Universitet. Hans lærere Lauritz Vilhelm Birck og Harald Ludvig Westergaard inspirerede ham til forskningsarbejde på fritidsbasis. Efter i nogle år at have arbejdet uden for universitetets mure, bl.a. i arbejderforsikringsrådet og som konsulent i Indenrigsministeriet blev han i 1928 dr.polit. på en afhandling om prisdannelse med titlen Den Økonomiske Fordeling. Derefter blev han i 1930 udnævnt til professor i nationaløkonomi - en stilling, han bestred indtil sin pensionering i 1958. Han boede i en årrække i Hostrups Have på Frederiksberg[kilde mangler]. Han døde året efter, 70 år gammel.

## Videnskabeligt arbejde
Zeuthens bog Problems of Monopoly and Economic Warfare, der blev udgivet i London i 1930 med forord af en af tidens store økonomer Joseph Schumpeter, etablerede forfatterens navn i den internationale forskningsverden. Internationalt bruges stadig begrebet Zeuthen strategy om en bestemt forhandlingsstrategi indenfor spilteori.
Også artiklen Das Prinzip der Knappheit; technische Kombination und Ökonomische Qualität, der blev udgivet i det østrigske Zeitschrift für Nationalökonomie i 1933, var banebrydende, idet Zeuthen her som den første formulerede Walras' system ved hjælp af uligheder. Det gjorde det bl.a. muligt at forklare, hvorfor nogle varer kunne være gratis, og var et betydeligt fremskridt for den moderne mikroøkonomiske analyse.
Frederik Zeuthens teoretiske hovedværk var dog bogen Økonomisk Teori og Metode, der udkom i 1942 og blev oversat til engelsk i 1955. Indholdet var først og fremmest af mikroøkonomisk karakter og indeholdt bl.a. en internationalt indflydelsesrig fremstilling af forholdet mellem priser på produktionsfaktorer og færdigvarer.
Inden for anvendt økonomi var Zeuthens hovedområde socialpolitik, som han skrev flere lærebøger og en række andre monografier om. Hans ønske om at optræde som neutral iagttager og videnskabsmand gjorde dog, at han sjældent deltog i den offentlige debat om aktuelle økonomiske og politiske spørgsmål. Han har karakteriseret sit eget standpunkt som følger: "Sympati for social Lighed, en vis Forsigtighed, akademisk Embedsmilieu, men delvis kontrær Reaktion mod Milieuet, hvortil - for ikke at gøre Læserens Reaktion alt for stærk – maaske bør tilføjes – stor Sympati for Objektivitet (i Overensstemmelse med Milieuet)."

## Zeuthen-prisen
I sit testamente betænkte Frederik Zeuthen foreningen "Socialøkonomisk Samfund", som han havde været formand for i 1915-17. Foreningen har oprettet et legat, der årligt uddeler Zeuthen-prisen til den bedste artikel skrevet på baggrund af et speciale indleveret ved Økonomisk Institut på Københavns Universitet.

## Zeuthen Lectures
Siden 1996 har Økonomisk Institut ved Københavns Universitet årligt (fra 2008 toårligt) afholdt en forelæsningsrække kaldet Zeuthen Lectures. Her bliver en internationalt anerkendt økonom (heriblandt flere Nobelpristagere) inviteret til at holde en forelæsningsrække om sit arbejdsområde. En del af forelæsningerne er siden blevet udgivet i bogform i serien Zeuthen Lectures Book Series af MIT Press.